# پونتا دل استه
پونتا دل استه (به اسپانیایی: Punta del Este) شهری در کشور اروگوئه، استان مالدونادو است که جمعیت آن در سرشماری سال ۲۰۰۴ میلادی ۷٬۲۹۸ نفر بوده‌است.